# Caroline Ncube
Pour les articles homonymes, voir Ncube.
Caroline Bongiwe Ncube est une universitaire zimbabwéenne, professeure de droit commercial à l'université du Cap. Elle est titulaire de la chaire de recherche sud-africaine en propriété intellectuelle, innovation et développement. Son principal intérêt de recherche est le droit de la propriété intellectuelle et ses implications socio-économiques.

## Formation universitaire
Originaire du Zimbabwe, Ncube obtient un Bachelor of Laws (LLB) à l'université du Zimbabwe en 1995. Après une courte période en pratique privée en tant qu'avocate chez Coghlan, Welsh & Guest, elle étudie pour un LLM à l'université de Cambridge en 2000. Après avoir obtenu son diplôme, elle travaille comme chargée de cours à l'université du Limpopo et à l'université du Zimbabwe.
En 2005, Ncube rejoint l'université du Cap (UCT), où elle est chargée de cours au Département de droit commercial tout en travaillant à temps partiel sur son doctorat en droit de la propriété intellectuelle (PI). Elle termine son doctorat en juin 2011,.

## Positions académiques
Par la suite, elle reste à l'UCT, où elle dirige le département de droit commercial entre 2014 et 2016. Elle est promue professeur titulaire en 2016. Elle est titulaire de la chaire de recherche sud-africaine (en) sur la propriété intellectuelle, l'innovation et le développement, hébergée par l'UCT, financée par le Département des sciences et technologies et administrée par la Fondation nationale pour la recherche d'Afrique du Sud. Elle est également affiliée à l'unité de propriété intellectuelle de l'UCT.
À l'UCT, Ncube est vice-doyenne des études de troisième cycle en 2017 et 2019, et elle reprend son rôle de chef du département de droit commercial en 2022. Elle écrit sur la décolonisation de l'enseignement juridique et pilote un programme d'études sur la propriété intellectuelle « décolonisée » à l'UCT. 
Ncube est membre de l'Académie des sciences d' Afrique du Sud. Elle siège à des comités consultatifs d'organisations telles que le Secrétariat de la Zone de libre-échange continentale africaine, l'Union africaine et la Commission économique des Nations Unies pour l'Afrique. Elle est membre de l'Association internationale pour l'avancement de l'enseignement et de la recherche en propriété intellectuelle (en), membre du comité de rédaction du Journal of World Intellectual Property (en) et membre du comité directeur international de l'Open African Innovation Research Network,,.

## Travaux
Les principaux intérêts de recherche de Ncube sont le droit et la politique de propriété intellectuelle et leur calibrage pour atteindre les objectifs socio-économiques nationaux dans les États africains. En particulier, elle étudie l'effet du droit de la propriété intellectuelle sur la promotion de l'innovation dans des contextes africains, comme dans le secteur informel, ainsi que son effet sur l'accès à l'information et la protection des savoirs autochtones. Sa monographie de 2015, Politique, droit et administration de la propriété intellectuelle en Afrique : exploration de la coopération continentale et sous-régionale, porte sur l'effet des efforts d'intégration régionale africaine sur le développement du droit et de la politique de propriété intellectuelle en Afrique.

## Vie privée
Elle grandit et commence sa carrière universitaire au Zimbabwe. Par la suite, elle émigre en Afrique du Sud en août 2003, où elle a le statut de résident permanent. Ncube est mariée et mère de deux fils.